# Richard Rohac
Richard Rohac (* 1906; † 1956 in Wien) war ein österreichischer Designer und Metallhandwerker.

## Leben
Rohac begann und schloss seine Ausbildung bei der Werkstätte Hagenauer in Wien als Jugendlicher ab und blieb weitere neun Jahre bei der Werkstatt, bevor er 1932 sein eigenes Metallgeschäft eröffnete.
Rohacs Karriere wurde durch den Militärdienst und eine Zeit der Internierung in Griechenland unterbrochen. Nach seiner Rückkehr nach Wien eröffnete er seine Werkstatt wieder und fing an, die Arten von Haushaltsgegenständen herzustellen, die während der Bombenangriffe während des Krieges verloren oder zerstört worden waren. Produkte aus dieser Zeit werden wahrscheinlich mit „ROHAC WIEN“ gekennzeichnet.
Als ein Markt für dekorative Objekte wieder auftauchte, widmete Rohac sein Talent der Gestaltung und Produktion von Büsten und Skulpturen, sowie allem von Schreibtisch- und Raucherzubehör über Korkenzieher und Buchstützen bis hin zu Brezelhaltern und Kerzenhaltern. Er spezialisierte sich auf exotische – in den 1950er Jahren – afrikanische und asiatische Figuren und Dschungeltiere. Sein Herstellerzeichen „R rückwärts / R vorwärts“ stammt aus dieser Zeit und erscheint auf Objekten, die über die Exportfirma Gebr. Gödde vertrieben wurden.
Rohacs Arbeit wurde in einer amerikanischen Wochenschau über österreichisches Kunsthandwerk gezeigt; eine seiner afrikanischen Büsten war ein Staatsgeschenk von Österreich an den Präsidenten von Mexiko.
Rohac starb 1956 in Wien.

## Identitätskontroverse
Richard Rohac war zu seinen Lebzeiten außerhalb von Österreich praktisch unbekannt. Seine Arbeit wurde international verkauft, nur mit seinem Logo (und „Made in Austria“), um seine Quelle zu identifizieren, eine damals übliche Praxis. Diese Anonymität führte dazu, dass Rohacs Designarbeit irrtümlich jemand anderem mit denselben Initialen zugeschrieben wurde. In seinem 1996 erschienenen Nachschlagewerk Art Deco Sculpture & Metalware stellte Alfred W. Edward elf Farbtafeln von Rohacs Werk vor, die den Titel „Rena Rosenthal touchmark“ trugen. Dieses „Touchmark“ war eigentlich das Markenzeichen von Richard Rohac (gespiegeltes großes R in einem Rechteck), die Edward auf Seite 67 seines Buches illustrierte.
Trotz der in mehreren Quellen dokumentierten Wahrheit gibt es in der Antiquitätenwelt weiterhin Verwirrung. Das Nachschlagewerk The Ultimate Corkscrew Book von Donald A. Bull aus dem Jahr 1999 enthält Fotografien von zwei figuralen Korkenziehern, einer Katze und einem Hund und beschreibt die Marke als „R rückwärts / R vorwärts“. Zehn Jahre später, in Figural Corkscrews, stellt Bull die gleichen zwei Gegenstände und vier andere dar, die „mit dem Markenzeichen von Richard Rohac“ beschriftet sind. Die fälschliche Zuschreibung wird in Corkscrews (2009) erwähnt. Die Kunsthistorikerin und Journalistin Olga Kronsteiner widersprach in ihrem Ausstellungsverzeichnis 2011 ausdrücklich der Zuschreibung Rena Rosenthals.